# Marur, Sagar
Marur là một làng thuộc tehsil Sagar, huyện Shimoga, bang Karnataka, Ấn Độ.